# Serra Pelada

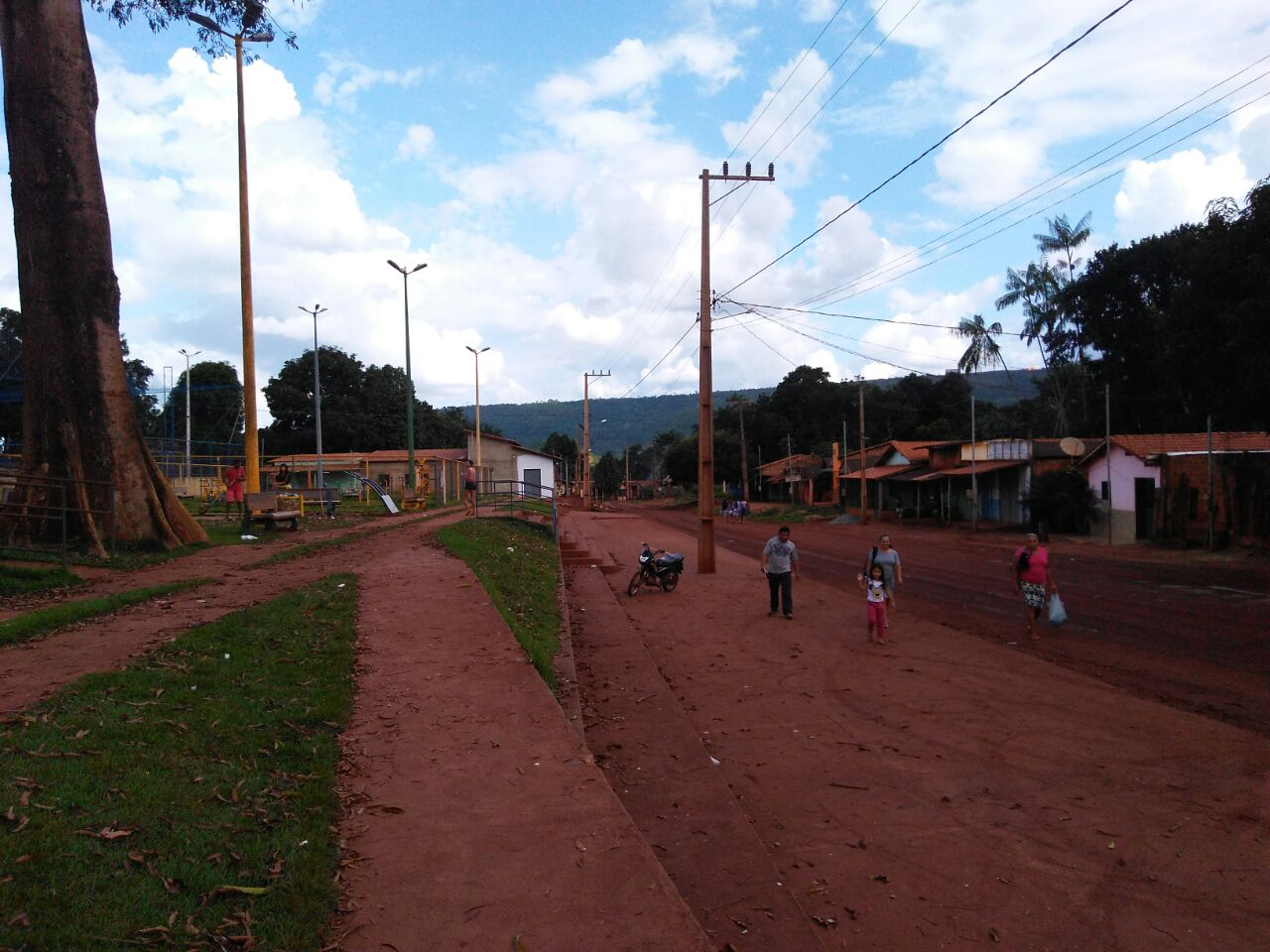
Avenida en Sierra Pelada

Serra Pelada (en español, Sierra Pelada) es un lugar brasileño, distrito del municipio de Curionópolis, en el sureste del estado de Pará (Brasil)
Se hizo conocida durante la década de 1980 por una fiebre del oro moderna, habiéndose transformado en la mayor explotación de oro a cielo abierto en el mundo. Se localiza en el municipio de Curionópolis al sur del estado de Pará, a aproximadamente 35 km de la sede del municipio.

## Descubrimiento, auge y decaimiento
La historia de Serra Pelada comienza en 1936, cuando un geólogo del Departamento Nacional de Producción Mineral del Brasil (DNPM) encontró muestras de oro en el sur del estado de Pará. La noticia inicialmente se mantuvo en secreto, pero comenzó a filtrarse en 1977. En octubre de ese año, el presidente de la Compañía Valle do Rio Doce (CVRD), propietaria de los derechos sobre el yacimiento, confirma la existencia de oro en la sierra de los Carajás.
A partir de 1980, olas de emigrantes se desplazaron para el estado de Pará e invadieron el yacimiento.
El apogeo de la extracción se dio en 1983, cuando se extrajeron 13,9 toneladas de oro. De 1984 a 1986 la producción se mantuvo en torno a 2,6 toneladas por año. En 1987 se produjeron desórdenes en la zona cuando los mineros exigieron la intervención del gobierno para profundizar la excavación. Los mineros ocuparon el puente sobre el río Tocantins, y en la operación de desalojo llevada a cabo por la policía se produjeron varias muertes, 3 según la policía y más de 60 según los mineros.
Serra Pelada, una elevación transformada en un enorme agujero, por la presencia de oro en la superficie, se convirtió muy rápidamente en una concentración humana muy importante llegando a contar, según algunas estimaciones, con casi 100.000 mineros. A medida que se iba profundizando el hoyo se fueron haciendo más frecuentes las remociones en masa (deslizamientos de suelo, caídas de roca) y consecuentemente las muertes.
En las inmediaciones de Serra Pelada surgió una verdadera ciudad que fue llamada Curionópolis. Actualmente tiene una población de poco más de 6.000 habitantes.

La producción continuó decayendo: en 1988 fue de 745 kg y, en 1990, ya era de menos de 250 kg. Actualmente el pozo donde se excavó el mineral está inundado por un lago.

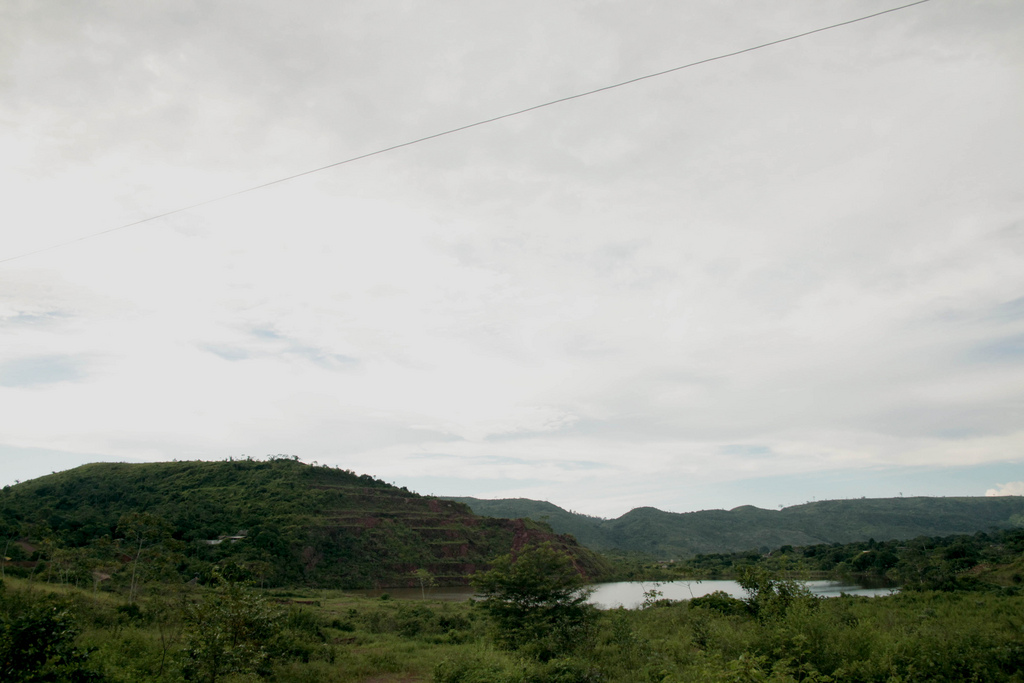
Serra Pelada en la actualidad